# Saison 3 de Dallas (2012)
Chronologie
Saison 2
Cet article présente les épisodes de la troisième saison de la série télévisée américaine Dallas 2012.

## Panorama des saisons
|  | 3 | 15 | 24 février 2014 | 22 septembre 2014 | 7 janvier 2015 | 4 février 2015 | inconnu | inconnu | NC |

## Distribution

### Acteurs principaux
- Jesse Metcalfe (VF : Emmanuel Garijo) : Christopher Ewing
- Josh Henderson (VF : Axel Kiener) : John Ross Ewing III
- Jordana Brewster (VF : Laëtitia Lefebvre) : Elena Ramos
- Julie Gonzalo (VF : Olivia Dalric) : Pamela Rebecca Barnes Ewing
- Brenda Strong (VF : Françoise Cadol) : Ann Ewing
- Mitch Pileggi (VF : José Luccioni) : Harris Ryland
- Emma Bell (VF : Victoria Grosbois) : Emma Ryland
- Juan Pablo Di Pace (VF : Marc Arnaud) : Nicolas Treviño[1]
- Patrick Duffy (VF : Philippe Ogouz) : Bobby Ewing
- Linda Gray (VF : Évelyne Séléna) : Sue Ellen Ewing

### Acteurs récurrents et invités
- Ken Kercheval (VF : Michel Ruhl) : Cliff Barnes
- Steve Kanaly (VF : Richard Leblond) : Ray Krebbs (épisode 1)
- Judith Light (VF : Monique Thierry) : Judith Brown Ryland
- Kuno Becker : Andres « Drew » Ramos
- Charlene Tilton : Lucy Ewing Cooper (épisode 4)
- AnnaLynne McCord (VF : Olivia Luccioni) : Heather McCabe[2]
- Melinda Clarke (VF : Anne Rondeleux) : Tracey McKay[3]

## Épisodes

### Épisode 1:Nouvelles stratégies
- États-Unis : 24 février 2014 sur TNT[4]
- France : 7 janvier 2015 sur NT1

- États-Unis : 2,65 millions de téléspectateurs[5]

### Épisode 2:Le Droit chemin
- États-Unis : 3 mars 2014 sur TNT
- France : 7 janvier 2015 sur NT1

- États-Unis : 1,93 million de téléspectateurs[6]

### Épisode 3:À la recherche de la vérité
- États-Unis : 10 mars 2014 sur TNT
- France : 7 janvier 2015 sur NT1

- États-Unis : 1,98 million de téléspectateurs[7]

### Épisode 4:Carte sur table
- États-Unis : 17 mars 2014 sur TNT
- France : 14 janvier 2015 sur NT1

- États-Unis : 1,77 million de téléspectateurs[8]

### Épisode 5:Cadeau empoisonné
- États-Unis : 24 mars 2014 sur TNT
- France : 14 janvier 2015 sur NT1

- États-Unis : 1,78 million de téléspectateurs[9]

### Épisode 6:Vieux démons
- États-Unis : 31 mars 2014 sur TNT
- France : 14 janvier 2015 sur NT1

- États-Unis : 1,81 million de téléspectateurs[10]

### Épisode 7:Coup de poker
- États-Unis : 7 avril 2014 sur TNT
- France : 21 janvier 2015 sur NT1

- États-Unis : 1,87 million de téléspectateurs[11]

### Épisode 8:Pas de fumée sans feu
- États-Unis : 14 avril 2014 sur TNT
- France : 21 janvier 2015 sur NT1

- États-Unis : 2,05 millions de téléspectateurs[12]

### Épisode 9:Mensonges et trahison
- États-Unis : 18 août 2014 sur TNT[13]
- France : 21 janvier 2015 sur NT1

- États-Unis : 1,97 million de téléspectateurs[14]

### Épisode 10:Retournement de situation
- États-Unis : 25 août 2014 sur TNT
- France : 28 janvier 2015 sur NT1

- États-Unis : 1,836 million de téléspectateurs[15]

### Épisode 11:Règlements de compte
- États-Unis : 1er septembre 2014 sur TNT
- France : 28 janvier 2015 sur NT1

- États-Unis : 1,931 million de téléspectateurs[16]

### Épisode 12:Sans état d'âme
- États-Unis : 8 septembre 2014 sur TNT
- France : 28 janvier 2015 sur NT1

- États-Unis : 1,934 million de téléspectateurs[17]

### Épisode 13:Vent de panique
- États-Unis : 15 septembre 2014 sur TNT
- France : 4 février 2015 sur NT1

- États-Unis : 1,859 million de téléspectateurs[18]

### Épisode 14:Au bord du gouffre
- États-Unis : 22 septembre 2014 sur TNT
- France : 4 février 2015 sur NT1

- États-Unis : 1,718 million de téléspectateurs[19]

### Épisode 15:La Relève
- États-Unis : 22 septembre 2014 sur TNT
- France : 4 février 2015 sur NT1

- États-Unis : 1,718 million de téléspectateurs[19]